# Scoloplos (Scoloplos) acmeceps
Scoloplos (Scoloplos) acmeceps is een borstelworm uit de familie Orbiniidae. Het lichaam van de worm bestaat uit een kop, een cilindrisch, gesegmenteerd lichaam en een staartstukje. De kop bestaat uit een prostomium (gedeelte voor de mondopening) en een peristomium (gedeelte rond de mond) en draagt gepaarde aanhangsels (palpen, antennen en cirri).
Scoloplos (Scoloplos) acmeceps werd in 1919 voor het eerst wetenschappelijk beschreven door Ralph Vary Chamberlin. De soort werd aangetroffen aan de kust van Californië bij het Balboa-schiereiland nabij Newport Beach.